# Kathedraal van León (Spanje)
De Kathedraal van León (of: Kathedraal van de Heilige Maria van Regla, Spaans: Catedral de Santa María de Regla) is de zetel van het bisdom León, in het centrum van de stad León in de autonome gemeenschap Castilië en León. De kathedraal is gebouwd in de 13e eeuw in gotische stijl. Sinds 1302 heeft de kerk de status van kathedraal. Sinds 28 augustus 1844 is de kerk erkend als beschermd monument Bien de Interés Cultural, daarmee is de kathedraal het eerste gebouw dat in Spanje tot monument werd verklaard. De kerk heeft de bijnaam Pulchra leonina, wat "Mooie leeuw" betekent.
De kathedraal van León is vooral bekend omdat ze de "dematerialisatie" van de gotische kunst tot het uiterste heeft doorgevoerd, d.w.z. de reductie van de muren tot hun minimale expressie om te worden vervangen door gekleurde glas-in-loodramen, die een van de grotere collecties van middeleeuwse glas-in-loodramen wereldwijd vormen.
De kathedraal is gebouwd op de site waar in de Romeinse tijd het Legio VII Gemina thermen had gebouwd.  Dit werd ontdekt tijdens een grote restauratie van de kathedraal in de 19e eeuw. Er is weinig overgebleven van deze bouwwerken, slechts een paar overblijfselen van mozaïeken, tegulas en keramiek, die tegenwoordig worden tentoongesteld in het museum van de kathedraal. Andere delen, zoals het hypocaustum, bevinden zich nog steeds onder de kathedraal.
De baden werden na de reconquista omgebouwd tot een koninklijk paleis. In het jaar 916 versloeg koning Ordoño II, die een paar maanden eerder de troon van León had bezet, de Moren in de slag bij San Esteban de Gormaz. Als teken van dankbaarheid aan God voor de overwinning gaf hij zijn paleis op om de eerste kathedraal te bouwen. Onder het bisdom van bisschop Fruminius II werd het gebouw omgevormd tot een heilige plaats. De tempel werd bewaakt en bestuurd door monniken van de orde van San Benito, en het is zeer waarschijnlijk dat de structuur erg leek op die van zoveel andere in Mozarabische kunststijl van de Mozaraben van León. In navolging van de christelijke traditie om degenen die het gezag "van God" belichaamden in de tempels te begraven, werd die eenvoudige kathedraal al snel verrijkt met de overblijfselen van koning Ordoño II, die in 924 in Zamora stierf.
De kronieken spreken over de doortocht van Almanzor door de regio aan het einde van de tiende eeuw, waarbij de stad werd verwoest en de tempels werden verwoest. Het lijkt er echter op dat de schade aan de eerste kathedraal onmiddellijk moet zijn gerepareerd, aangezien in het jaar 999 koning Alfonso V daar werd gekroond. Na een opeenvolging van politieke opstanden en harde militaire interventies, was de staat van de kathedraal in 1067 er een van extreme armoede. Dit zou koning Ferdinand I van León dermate ontroerd hebben, dat hij, na het overbrengen van de overblijfselen van de heilige Isidorus van Sevilla naar León, "gunsten verleende" aan de kerk. Met deze koning begon een vredig tijdperk, waar de katholieke kerk kon groeien en bloeien. Het was de tijd van de bloei van de romaanse architectuur.

## De romaanse kathedraal
Met de hulp van de infanta Urraca van Zamora, de eerstgeboren dochter van de koning, begon de bouw van een tweede kathedraal, in overeenstemming met de aspiraties van de stad, en in romaanse stijl. De bisschoppelijke zetel werd in die tijd ingenomen door Pelayo II. Toen de architect Demetrio de los Ríos bij de 19e-eeuwse restauratie tussen 1884 en 1888 de ondergrond van de kathedraal uitgroef om de bevloering te vervangen en de fundering voor de pilaren te leggen, vond hij een deel van de muren en het metselwerk van die tweede kathedraal. Door het plan dat hij zelf tekende, is gekend dat dit bouwwerk was gemaakt van baksteen en metselwerk, met drie beuken bekroond in halfronde apsissen, de middelste gewijd aan Santa María, net als in de vorige kerk. Aan de noordkant werd ook een klooster gebouwd. Deze nieuwe kerk had aanzienlijke afmetingen, met een lengte van 60 meter en een maximale breedte van 40 meter. Hoewel het allemaal werd uitgevoerd binnen de internationale stromingen van de romaanse stijl, kunnen we, gezien wat er van zijn beeldhouwwerk is overgebleven, vaststellen dat het zijn autochtone karakter had. Zo werd de hoefijzerboog nog steeds gebruikt, althans als een decoratieve vorm. De romaanse kathedraal werd ingewijd op 10 november 1073 tijdens het bewind van Alfonso VI. Er wordt aangenomen dat dezelfde steenhouwers die de basiliek van San Isidoro ook in León bouwden, eraan hebben gewerkt.
Deze kathedraal bleef staan tot het einde van de volgende eeuw. Toen de laatste koning van León, Alfonso IX (r. 1188-1230), de troon besteeg, waren de stad en het koninkrijk getuige van een belangrijke sociale verandering, artistieke creativiteit en culturele ontwikkeling.

## Bouw van de gotische kathedraal
De bouw van de derde kathedraal begon in 1205, maar de bouwproblemen van de fundamenten zorgden er al snel voor dat de werken verlamd raakten en de taak werd pas in 1255 hervat, onder het pontificaat van bisschop Martín Fernández en de steun van koning Alfonso X van Castilië. Deze nieuwe kathedraal zou volledig gotisch van stijl zijn.
De architect van de kathedraal lijkt de meester Enrique te zijn geweest, waarschijnlijk een inwoner van Frankrijk, die eerder aan de kathedraal van Burgos had gewerkt. Het is duidelijk dat hij de gotische architecturale vorm van het Île-de-France kende. Hij stierf in 1277 en werd vervangen door de Spanjaard Juan Pérez. In 1289 stierf ook bisschop Martín Fernández, toen het koor van de kerk al open was voor aanbidding. De fundamentele structuur van de kathedraal werd al snel voltooid, in 1302, toen bisschop Gonzalo Osorio de hele kerk opende voor de gelovigen, hoewel in de 14e eeuw het klooster en de noordelijke toren nog steeds onvoltooid waren. De zuidelijke toren werd zelfs pas in de tweede helft van de 15e eeuw voltooid. De snelheid bij de voltooiing van de werken, los van de torens, leverde een grote eenheid van architecturale stijl.
| Plattegrond | 1. Pórtico (portaal) de Nuestra Sra. La Blanca. 2. Pórtico de San Juan. 3. Pórtico de San Francisco. 4. Capilla (kapel) de San Juan. 5. Deambulatorio o girola. 6. Coro. (koor) 7. Altar Mayor y Retablo. 8. Puerta de Nuestra Sra. del Dado. 9. Capilla de Santa Teresa. 10. Claustro. (klooster) 11. Capilla de San Nicolás. 12. Capilla del Conde de Rebolledo. 13. Capilla de San Andrés. 14. Capilla de Santiago. 15. Capilla de Nuestra Sra. del Dado. 16. Capilla del Tránsito. 17. Capilla del Nacimiento. 18. Capilla de la Concepción. 19. Capilla de la Virgen Blanca. 20. Capilla de la Consolación. 21. Capilla del Cristo. 22. Capilla del Carmen. 23. Capilla de San Francisco. 24. Puerta de la Muerte. 25. Puerta del Sarmental. 26. Puerta de San Froilán o de la Reina. |